# Tupolev Tu-144
Tupolev Tu-144 (russisk: Tyполев Ту-144; NATO-rapporteringsnavn: Charger) er et sovjetisk supersonisk passagerfly udviklet af Tupolev, der blev benyttet fra 1968 til 1999.
Tu-144 var verdens første kommercielle supersoniske fly og havde sin jomfruflyvning fra Sjukovskij Airport den 31. december 1968, to måneder før den britisk-franske Concorde havde sin første flyvning.(p. 76)  Tu-144 blev udviklet af Tupolev Design Bureau under ledelse af Aleksej Tupolev, søn af flypioneren Andrej Tupolev. Der blev fremstillet 16 fly af typen af Voronezj Aircraft Production Association i Voronezj. Tu-144 fløj 102 kommercielle flyvninger, hvoraf blot 55 medbragte passagerer. Flyvningerne blev gennemført i en gennemsnitlig højde på 16.000 meter (52.000 ft) med en cruisehastighed på omkring 2.200 km/t (Mach 2). Tu-144 fløj supersonisk første gang den 5. juni 1969, fire måneder inden Concorde, og den 26. maj 1970 gennemførte flyet den første kommercielle passagerflyvning med en hastighed på over Mach 2.
Problemer med flyets pålidelighed og udviklingsmæssige problemer, samt flystyrtet ved Paris Air Show i 1973 og stigende brændstofpriser, begrænsede Tu-144'erens egnethed til regelmæssig brug. Tu-144 blev indsat i passagertrafik med Aeroflot mellem Moskva og Alma-Ata den 1. november 1977, men blev mindre end syv måneder senere trukket ud af tjeneste efter et nyt flystyrt den 28. maj 1978 under en testflyvning den 23. maj 1978. Tu-144 forblev i kommerciel tjeneste som fragtfly, indtil Tu-144 programmet blev indstillet i 1983. Tu-144 blev senere brugt af det sovjetiske rumprogram til at træne piloter af Buran-rumfartøjet og af NASA til supersonisk forskning indtil 1999. Tu-144 foretog sin sidste flyvning den 26. juni 1999, og de overlevende fly blev udstillet over hele verden eller oplagret.

## Baggrund
Som følge af Sovjetunionens enorme størrelse var det af stor interesse at etablere mulighed for supersoniske rejser i landet, særlig for statsansatte, til rejser mellem Moskva og byerne i Centralasien og de fjerntliggende sibiriske byer. Flyvning var det eneste praktiske alternativ til ugelange togrejser, og supersonisk transport kunne reducere rejsetiden betydeligt. Mens ideen om supersonisk passagerflyvning i Vesten blev anset som kontroversiel grundet støj- og miljøforureningsproblemer, planlagde Sovjetunionen at udvikle et supersonisk fly til indsættelse primært på de lange sibiriske og centralasiatiske ruter. Med rigeligt luftrum ville flyvekorridorer i vidt omfang kunne lægges over tyndt befolkede egne. Selvom der ikke ville kunne opnås internationale landingsrettigheder, kunne Tu-144 stadig bruges til indenrigs- og regionalflyvninger inden for Østblokken.
Det sovjetiske statslige luftfartsselskab Aeroflot havde et omfattende netværk af lufthavne og en et ekspanderende internationalt rutenet, og havde håb om flyvninger til Sydney i Australien. De første skøn antydede, at 20 Tu-144'ere ville være tilstrækkelige til Aeroflots indenlandske og internationale behov.
Under det geopolitiske klima under den kolde krig var Sovjetunionen opsat på ikke bare at matche, men at overgå vestlige teknologiske fremskridt, især inden for rumfartsteknologi. Tanken om, at Vesten skulle komme foran og efterlade Sovjetunionen, var utænkelig. Direktivet fra Nikita Khrusjtjov, den daværende sovjetiske leder, var klart: "ikke blot at forhindre Vesten i at komme foran, men også at konkurrere hårdt, og om nødvendigt med et kvantespring at bringe sig foran. Udviklingen af det nye fly blev anset som en prestigefyldt projekt, der kunne bryde vestlig, og ikke mindst amerikansk, dominans inden for civil luftfart.

## Udvikling
Den sovjetiske regering præsenterede konceptet for Tu-144 i januar 1962. Ministerrådet godkendte designet af flyet den 16. juli 1963 og ti dage senere påbegyndte Ministeriet for luftfartsindustri udviklingen af det nye fly. Planen var, at der skulle bygges fem luftdygtige prototyper, og at den første skulle være klar i 1966.
På trods af betydelige ligheder mellem Tu-144 og den britisk-franske Concorde (hvilket gav Tu-144 tilnavnet "Concordski"), var der betydelige forskelle mellem de to fly. Tu-144 er større og hurtigere end Concorde (Mach 2,15 mod mach 2,04). Concorde benyttede elektronisk styring af motorerne fra britiske Lucas Industries, hvilket Tupolev ikke kunne købe til Tu-144, da styringsenheden kunne benyttes i militærfly. Køle og hydrauliksystemerne var ligeledes forskellige.:p.187 
Tu-144 prototypen var et demonstrationsfly i fuld størrelse med en ganske forskellig produktionsmodel, der blev udviklet parallelt. Jagerflyet Mig-21I blev benyttet til udvikling og test af Tu-144's vinger, men kom for sent i gang til at få indflydelse på designet af den første prototype. Resultatet af testene med MiG-21I førte til at vingerne på de senere prototyper blev fuldstændig redesignet. Selv om både Concorde og Tu-144 prototyperne havde deltavinger, var der forskellige i konstruktionen af disse, og produktionsmodellerne af Tu-144 blev fremstillet med dobbeldeltavinge.(p. 187) 
Tu-144 var tillige udstyret med justerbare canardvinger med slats og flaps. Canardvingerne var monteret umiddelbart efter cockpittet og gav flyet supplerende opdrift ved lavere hastigheder. Canardvingerne var nødvendige for at kompensere for, at vingernes elevons var flyttet længere bagud, hvilket presser næsen ned, og reducerede produktionsflyenes landingshastighed til mellem 313-333 km/t.

## Design
Som de tidlige Tupolev Tu-134 var Tu-144 et af de sidste kommercielle fly, der var udstyret med bremsefaldskærm. Tu-144 havde ikke mulighed for "reverse thrust" (vending af jetmotorens udstødning, der giver bremseeffekt), hvorfor løsningen med bremsefaldskærm var det eneste alternativ. En af prototyperne blev udstyret med katapultsæder for piloterne.
Materialer
Flyet var designet til at gennemføre 30.000 flyvetimer over 15 år. Flyets tophastighed (Mach 2,2) var bestemt af egenskaberne ved det materiale, som flyet blev bygget af, primært legeringer af aluminium.(p. 49)  15% af flyets vægt var udgjort af titanium og 23% af ikke-metalliske materialer. Titanium eller rustfrit stål blev brugt til de forreste kanter, elevoner, ror og til varmeskjoldet ved motorernes udstødning.

### Motorer
Sovjetunionen havde udviklet udkast til design af supersoniske passagerfly med flyvehastighed på over Mach 2, før Tupolev blev anmodet om at løse opgaven. Et designstudie for flyet Mjasisjtjov havde vist, at det var nødvendigt med en motor, der forbrugte mindre end 1,2 kg/kp brændstof. Den eneste brugbare motor, der var i nærheden af dette krav, var Kuznetsov NK-144 med afterburner, der ved cruise-hastighed benyttede 1,58 kg/kp. Der blev i 1964 påbegyndt udvikling af en ny motor, Kolesov RD-36-51A uden afterburner. Det tog lang tid før end denne motor kunne opnå de nødvendige specifikationer for at leve op til de stillede krav til brændstofforbrug og pålidelighed.(p. 42)  Under udviklingen af den nye motor benyttedes NK-144-motoren, men det høje brændstofforbrug gav en begrænset rækkevidde på 2.500 km, langt mindre end Concorde. En tophastighed på mach 2,29 blev opnået med brug af afterburner.(p. 110)  Concorde fløj uden afterburner i cruise-tilstand, men benyttede afterburner ved start
Tu-144S, som der blev produceret ni stk. af, blev udstyret med Kuznetsov NK-144A turbofanmotoren. En videreudvikling, NK-144V, der havde et tilfredsstillende brændstofforbrug, kom for sent til at få betydning for beslutningen om at skifte motorer til Kolesov RD-36-51.(p. 135) 
Varianterne Tu-144D blev udstyret med Kolesov RD-36-51. Der blev fremstillet fem stk Tu-144D (samt et eksemplar, der aldrig blev endeligt færdiggjort), der kunne opfylde kravet om brændstofforbrug. Motorskiftet betød, at rækkevidden blev forøget til 5.330 km, og således sammenlignelig med Concordens rækkevidde på 6.470 km.(p. 248)  Der var planer om en yderligere forøgelse af rækkevidden til 7.000 km, men planerne blev aldrig realiseret.
Motorindtagene havde variable indsugningsramper og automatisk styring af indtagnes konfiguration, så de passede til motorens luftstrøm. Indtagene var meget lange for at opnå bedre kontrol med luftindtaget;(p. 131)  dobbelt så lange som dem på Concorden. Behovet for den overdrevne længde var baseret på den misforståelse, at længde var nødvendig for at opnå jævnt luftindtag. Indtagene blev på Tu-144M forkortet med 3 meter.(p. 178) 

### Flyskrog
Flyets skrog blev sammensat af store blokke og paneler, mange over 19 meter i længden og mellem 0,64 og 1,27 m i bredden. Denne tilgang blev på daværende tidspunkt anset som et avanceret design, men det viste sig, at de store helstøbte og bearbejdede dele indeholdt defekter i legeringernes struktur, hvilket forårsagede revner ved lavere spændingsniveauer end forventet. Når en revne først begyndte at udvikle sig, spredte den sig hurtigt over mange meter, uden nogen revnehæmmende designfunktion kunne stoppe den. Under tests i 1976 ved Sovjetunionens aerodynamiske institut TsAGI opstod flere meter lange revner allerede ved blot 70% af den forventede belastning.
Kort før Tu-144 påbegyndte passagertrafik, konstateredes alvorlige strukturelle fejl i flyets skrog på to Tu-144S under laboratorietest af materialebelastningen. Problemet, der blev opdaget i 1976, var muligvis erkendt før testen, da der allerede i 1971 efter flyets optræden ved Paris Air Show blev opdaget en stor revne i flyskroget på prototypen Tu-144 (fly 68001) under en mellemlanding i Warszawa.(p. 141)  Senere i 1976 blev et testfly udsat for en test, der simulerede de temperaturer og tryk, der opstod under en flyvning, og igen fejlede flyskroget som ved belastningstesten på TsAGI.
Ifølge en sovjetisk ekspert i flymaterialer(p. 88)  medførte designet af Tu-144 en højere forekomst af defekter i legeringernes struktur, hvilket førte til det fatale opbrud af flyet i luften under ulykken ved Paris Air Show i 1973.(p. 91)  Denne konklusion blev bekræftet af nogle af de konstruktører, der var involveret i udviklingen af flyet. Flyets belastningsfaktor var lavere end det maksimalt tilladte på tidspunktet for flyets sammenbrud. Såfremt stresstestene var blevet udført tidligere, kunne katastrofen være blevet afværget. Senere blev flyskroget forstærket, og kontrolsystemet blev modificeret for at forhindre overbelastning af flyet.(Ch. 3.14.) 

## Testflyvninger
Den sovjetiske ledelse anså udviklingen af Tu-144 som et prestigeprojekt, der skulle markere, at Sovjetunionen kunne overgå Vesten og Vestens teknologi, og lagde vægt på at komme først i kapløbet med udviklingen af den britisk-franske Concorde. Som følge heraf blev udviklingen af Tu-144 hastet igennem, og der blev alene udført et begrænset antal tests af de forskellige elementer design og materialer. Concordens første testflyvning var oprindeligt planlagt til februar 1968, men blev udskudt flere gange til marts 1969 for at løse diverse problemer og teste komponenterne mere omhyggeligt,(p. 127)  men tilsvarende omhyggelighed blev ikke udvist fra sovjetisk side. Det oprindelige dekret fra den sovjetiske regering fra 1963 forlangte, at Tu-144 skulle flyve i 1968 - og flyet blev sendt i luften første gang den sidste dag i 1968, den 31. december, for at opfylde regeringens diktat. Den sovjetiske regering lagde stor prestige i at introducere flyet til passagerflyvning i en markering af 60 års dagen for Oktoberrevolutionen, hvilket ligeledes var med til at forkorte testfasen af flyet.
Concorden gennemførte 5.000 timer testflyvninger, inden den blev sat i tjeneste som passagerfly, og blev derved det mest testede fly inden passagertjeneste. Til sammenligning havde Tu-144 prototypen (68001) 180 flyvetimer, inden Tu-144 fik godkendelse til passagertransport,(p. 44)  og samlet havde flytypen registreret 1509 flyvetimer, da flyet blev anset for færdigudviklet, efterfulgt af 835 flyvetimer til servicetests før end tilladelse til passagerflyvning blev givet.

## Produktion
Der blev fremstillet 16 flyvefærdige Tu-144'ere:
- prototypen, registreringsnummer 68001
- en præ-produktion Tu-144, nummer 77101
- ni Tu-144S'ere, numrene 77102 til 77110
- fem Tu-144Dere, numre 77111 til 77115.

Selvom den sidste passagerflyvning fandt sted i 1978, fortsatte produktionen af Tu-144 indtil 1983, hvor produktionen stoppede. Det sidste eksemplar, Tu-144D nummer 77116, blev ikke færdiggjort og blev i halvfærdig stand udstillet ved lufthavnen i Voronezj.

## Operativ historie
Tu-144S blev indsat i tjeneste den 26. december 1975, hvor flyet fløj post og anden fragt mellem Moskva og Alma-Ata i Kasakhiske SSR i forberedelse af passagerflyvninger, der begyndte den 1. november 1977, 60 år efter Oktoberrevolutionen som dikteret af den sovjetiske regering. Tilladelse til passagertransport blev givet den 29. oktober 1977.
Passagerflyvninger blev gennemført med et begrænset program, indtil den første Tu-144D den 23. maj 1978 måtte nødlande under en testflyvning med to omkomne til følge. Tu-144 nåede at gennemføre 55 planlagte passagerflyvninger. Den sidste passagerflyvning fandt sted den 1. juni 1978.
Efter ophøret af passagerflyvningerne genoptog Aeroflot den 23. juni 1979 en fragtrute med Tu-144D'erne, herunder en rute fra Moskva til Khabarovsk.
Der blev alene gennemført 103 kommercielle flyvninger med Tu-144 før end flyet blev trukket tilbage fra kommerciel tjeneste.

### Flyvninger
Flyvningerne med Tu-144 indikerede, at Tu-144S var upålidelig. Ud af 102 flyvninger og 181 flyvetimer konstaterede Tu-144S mere end 226 fejl, hvoraf 80 blev konstateret under flyvning.(pp. 197-199)  Efter den første passagerflyvning blev de to næste planlagte flyvninger aflyst og den tredje måtte flyttes. Fejl omfattede tab af kabinetryk og overophedning af motorerne.(pp. 197-199) 
Flyvninger med Tu-144 blev altid udført med en af Tupolevs testpiloter som kaptajn. Aeroflots piloter blev trænet af Tupolevs piloter, men deltog alene i flyvningerne som styrmand eller observatør. Selvom Aeroflot solgte biletter til passagerflyvningerne, var det formelle ansvar placeret hos det sovjetiske ministerium for flytrafik. Tu-144's chefdesigner, Aleksej Tupolev, og to USSR-viceministre måtte være personligt til stede i Moskvas Domodedovo-lufthavn før hver Tu-144 afgang for at bedømme flyets tilstand og sammen godkende flyvningen.
Pilot på en Tu-144, Aleksandr Larin, har fortalt om en problematisk passagerflyvning den 25. januar 1978. Under flyvningen blev konstateret fejl på 22 ud af flyets 24 systemer. Syv eller otte systemer fejlede, før flyet lettede, men da der var et stort antal udenlandske tv-stationer og journalister, der dækkede flyvningen, og da der var flere kendte udlændinge ombord på flyet, blev det besluttet at gennemføre flyvningen for at undgå forlegenhed ved en aflysning. Efter flyet lettede, kom der yderligere fejl. Under den supersoniske flyvning forudsagde Tupolevs krisecenter, at flyets næsehjul og venstre landingsstel ikke ville folde sig ud ved landing, hvorfor flyet måtte lande med en hastighed på over 300 km/t med kun højre landingsstel udfoldet. Som følge af de forventede politiske følger modtog Sovjetunionens politiske leder Leonid Bresjnev personligt besked om flyets problemer, mens det var i luften. Som følge af de mange fejl startede en alarm i flyet med en lyd som en varslingssirene. Besætningen kunne ikke slukke for alarmen, der således var aktiv under hele flyets 75 minutter lange flyvning. Til sidst beordrede kaptajnen navigatøren til at sætte en pude i sirenens horn. Det lykkedes at få landingsstellet til at folde sig ud, og flyet landede som planlagt.
En senere Tu-144 flyvning den 30. maj 1978 involverede en fejl på ventilerne til flyets brændstoftanke. Flyets passagerflyvninger blev kort efter stoppet.

### Kabinestøj
I modsætning til Concorde fløj Tu-144S med tændte afterburnere under den supersoniske flyvning. Motorstøjen i kabinen var voldsom, og der måltes et gennemsnitligt lydniveau på mindst 90–95 dB. Udover motorstøjen var også luftcirkulationssystemet særdeles støjende. Passagerer, der sad ved siden af hinanden, havde svært ved at føre en samtale, og personer, der sad to sæder fra hinanden kunne ikke høre hinanden, selv om de råbte. Støjen bagerst i kabinen tæt ved motorernes udstødning var ubærlig.(p. 195) 

### Senere brug
I slutningen af 1970'erne var der forhåbninger om at få genoptaget passagertrafikken i forbindelse med afholdelsen af Sommer-OL 1980 i Moskva, endda at få flyvninger fra Vesten til Moskva, men usikkerhederne om flyenes pålidelighed medførte, at idéerne blev opgivet.(pp. 199-200) 
Tu-144 programmet blev stoppet af den sovjetiske regering med et dekret den 1. juli 1983, der dog gav mulighed for, at de eksisterende fly blev benyttet til forskning og som flyvende laboratorier. I 1985 blev Tu-144D benyttet til træning af piloter til det sovjetiske rumfartøj Buran. Mellem 1986 og 1988 blev Tu-144D nr. 77114 fra 1981 benyttet til medicinsk og biologisk forskning i stratosfæren. Yderligere forskning var planlagt, men blev ikke afsluttet grundet pengemangel.

### NASA's brug
Efter Sovjetunionens sammenbrud blev der via firmaet IBP Aerospace indgået en aftale mellem Tupolev, NASA, Rockwell og senere Boeing om brug af en Tu-144 til testfartøj for NASA's High Speed Commercial Research-program, som var beregnet til at designe en andengenerations supersonisk passagerfly kaldet High Speed Civil Transport. I 1995 blev Tu-144D nr. 77114 (der kun havde fløjet 82,5 timer ind til da) taget ud af depot og efter omfattende ændringer til en pris af US$350 millioner, betegnet Tu-144LL (LL er en russisk forkortelse for "Flyvende Laboratorium", russisk: Летающая Лаборатория, Letajusjctaja Laboratorija). Flyet foretog 27 flyvninger i Rusland i løbet af 1996 og 1997. Selvom det blev betragtet som en teknisk succes, blev projektet i 1999 indstillet grundet manglende finansiering.
Flyet blev angiveligt solgt online i 2001, men salget blev ikke gennemført. Virksomheden, der håndterede transaktionen, rapporterede, at aftalen ikke blev underskrevet, da flyets nye motorer, Kuznetsov NK-321, også benyttes i bombeflyet Tupolev Tu-160 og således blev anset som militærudstyr, som den russiske regering ikke tillod eksporteret.

## Årsager til at programmet mislykkedes
- Sovjetisk prestigeprojekt, urealistiske tidsrammer og manglende test
- Mangel på vestlig teknologi
- Tekniske problemer
- 1973 flystyrt
- Efterspørgsel / Aeroflots mistro
- Tupolevs fokusering på andre projekter
- Omkostninger, herunder skiftet fra elite til massetransport

Der er fra flere sider givet en række forklaringer på, hvorfor projektet mislykkedes.

### Politisk prestigeprojekt med urealistiske tidsrammer
Projektet var fra sin begyndelse politisk dikteret og var fra den sovjetiske ledelse lagt an som et prestigeprojekt, der skulle demonstrere sovjetisk teknisk formåen i en industri, hvor USA var den førende aktør. Det britisk-franske Concorde-projekt var under udvikling, og det var væsentligt for den sovjetiske ledelse at vise, at Sovjetunionen også på dette felt kunne matche vestlig teknisk formåen. Ligesom med rumkapløbet blev det en politisk prioritet at være den nation, der som den første kunne opnå en teknologisk landvinding. Der blev således fra politisk side fastlagt tidsrammer for flyets udvikling, der ikke gav Tupolev tilstrækkelig tid til at udvikle holdbare tekniske løsninger, ligesom der ikke var tilstrækkelig tid til at sørge for sædvanlige tests af flyet og dets komponenter.
Flere iagttagere har fremhævet, at programmet på én gang var en fremragende bedrift, der på kort tid opnåede betydelige fremskridt indenfor supersonisk passagerflyvning, men som imidlertid blev udført på en måde, der ledte til projektets fiasko.

### Vanskelighed ved at opnå adgang til vestlig teknologi
Sovjetunionen forsøgte i omfang, der ikke var set tidligere, at skaffe sig adgang til vestlig teknologisk hjælp i forbindelse med udviklingen af Tu-144. I 1977 henvendte USSR sig til Lucas Industries, der havde udviklet motorstyringssystemet til Concorden, og bad om hjælp til udvikling af det elektroniske styringssystem for Tu-144-motorerne, ligesom USSR bad BAC-Aérospatiale om hjælp til at forbedre Tu-144's luftindtag og året efter anmodede USSR om en bred vifte af Concorde-teknologier, hvilket afspejlede det brede spektrum af uløste tekniske problemer for Tu-144. Anmodningerne blev afvist, idet den britiske regering nedlagde veto mod dem med den begrundelse, at de samme teknologier også kunne anvendes i sovjetiske bombefly.(pp. 199-200)  De sovjetiske henvendelser blev også rapporteret i datidens britiske mainstreampresse, herunder i Daily Mirror.

### Tekniske problemer og ustabilitet
Den forhastede udvikling af flyet, de manglende grundige tests og vanskelighederne med at opnå adgang til den teknologi, der blev benyttet i det konkurrerende Concorde-projekt indebar at de producerede fly ikke opnåede den ønskede tekniske stabilitet og kvalitet.
Det fatale uheld under demonstrationen i Paris i 1973 gav endvidere projektet et dårligt ry, hvortil kom, at det politiske pres for at få indsat flyet i kommerciel drift senest i 1977 ved 60-året for Oktoberrevolutionen ikke gav mulighed for at løse de tekniske udfordringer, inden flyet skulle tages i kommerciel brug.

### Begrænset efterspørgsel
Da flyet blev taget i anvendelse af det statslige luftfartsselskab Aeroflot i 1977 som dikteret, havde Aeroflot otte fly til rådighed. Aeroflot havde mulighed for at åbne flere forskellige ruter, men der blev alene åbnet en enkelt passagerrute, Moskva - Alma-Ata (i dag Almaty), med blot en enkelt ugentlig afgang. Der er således grund til at formode, at Aeroflot ikke havde stor tiltro til det kommercielle potentiale i Tu-144, da passagertrafikken blev påbegyndt.(p. 185) 
Dertil kom, at markedet for passagertrafik med fly ændrede sig i slutningen af 1970'erne. Hvor flyvning tidligere havde været en luksus for eliten, blev flyvning i stedet en transportform for et massepublikum. Hvor der op igennem 1960'erne var en blind tro på, at højere og højere hastighed var et mål i sig selv (både inden for militær og civil flyvning), opstod i slutningen af 1970'erne en forståelse af, at andre parametre også var væsentlige for at kunne tilfredsstile en stigende efterspørgsel fra det brede publikum, såsom passagerkapacitet, brændstoføkonomi, komfort etc.
Tupolev Tu-144 blev bl.a. derfor erstattet af wide-body passagerflyet Ilyushin Il-86, en "jumbojet", der blev flagskibet indenfor sovjetisk flypassagertrafik.(pp. 153-154) 

### Omkostninger
Ligesom udviklingen af Concorden viste sig at blive særdeles omkostningstung, var også udviklingen af Tu-144 meget dyr. Det sovjetiske luftfartsministerium var bekymret over projektets omkostninger og over de omkostninger, der ville være forbundet med fortsat at gennemføre kommercielle flyvninger med Tu-144. Da kapløbet med Concorde var overstået, kølnedes den sovjetiske politiske interesse i projektet.(p. 91) 

## Ophør med produktion af Tu-144D
Beslutningen om at indstille produktionen af Tu-144D blev truffet den 7. januar 1982, og den 1. juli 1983 blev Tu-144 programmet officielt afsluttet med et dekret fra USSR's regering. De resterende fly skulle herefter alene anvendes som flyvende laboratorier.
Efter Tu-144 programmet blev opgivet, gennemførte Tu-144D No. 77114 testflyvninger mellem den 13. og den 20. juli 1983, hvor flyet satte 13 verdensrekorder indenfor flyvningen som registreret af Fédération Aéronautique Internationale (FAI).
 Rekorderne blev sat i en højde på 18.200 m med en last på op til 30 tons og en hastighed på 2.032 km/t.

## Varianter
- Tu-144 – (izdeliye 044 – produkt 044) Den eneste prototype for Tu-144.[1][side mangler]
- Tu-144S – (izdeliye 004 – produkt 004) Udgave med Kuznetsov NK-144A motorer og diverse ændringer i forhold til prototypen.[1][side mangler] Seks fly fremstillet af denne variant.
- Tu-144D – (izdeliye 004D – produkt 004D)(D-Dahl'neye – lang rækkevidde) Modificeret udgave af 144S med Koliesov RD36-51 motorer. Et fly modificeret fra Tu-144 СССР-77105(c/n10031) og fem fremstillede fly af denne variant (СССР-77111 [c/n10062] til СССР-77115 [c/n 10091]) samt et fly under opbygning (СССР-77116), der ikke blev færdigbygget.[1][side mangler]
- Tu-144DA – Et projektstudie designeret Tu-144DA med forøget vingeareal og startvægt og Koliesov RD36-61-motorer med 5% mere kraft. Tu-144DA skulle have større brændstoftanke (udvidet fra 98 ton til 125 ton og startvægt på 235 ton og rækkevidde på op til 7.500 km.[5]
- Tu-144LL – En Tu-144D (СССР-77114 [c/n10082]) ombygget til et flyvende laboratorium med fire Kuznetsov NK-321 turbofan motorer med afterburner og med nyt registreringsnummer RA-77114. Første flyvning fandt sted den 29. november 1996. Den 27. og sidste flyvning fandt sted den 14. april 1999.

### Foreslåede militære udgaver
Tidlige konfigurationer af Tu-144 var baseret på det aldrig færdiggjorte Tupolev Tu-135 bombefly, og Tu-144 projektet var oprindeligt benævnt Tu-135P.(pp. 8-9) 
I forbindelse med udviklingen af Tu-144 udviklede Tupolev tegninger til forskellige militære udgaver af flyet, men disse blev dog ikke sat i produktion. I begyndelsen af 1970'erne udviklede Tupolev planer for Tu-144R, der skulle medføre og affyre tre interbalistiske missiler. En anden udgave af flyet skulle kunne medføre og affyre langrækkende krydsermissiler som eksempelvis Kh-55. Denne udgave var planlagt at benytte flydende hydrogen som afterburnere.
I slutningen af 1970'erne forsøgte Tupolev sig med udvikling af en udgave (DP-2), der skulle fungere som langtrækkende interceptor og eskorte til bombefly. Senere udviklede dette projekt sig til et fly beregnet til at undertrykke fjendtlige radar- og kommunikationssystemer (Electronic countermeasures, ECM) og hjælpe sovjetiske bombefly gennem fjendtlige luftforsvarssystemer (Tu-144PP). I begyndelsen af 1980'erne blev formålet ændret til strategisk rekognoscering (Tu-144PR).(pp. 107-110) 
Da det viste sig, at der var begrænset efterspørgsel efter flyet til civil brug, intensiverede Tupolev forsøgene på at sælge flyet til Sovjetunionens luftvåben og flåde. Militæret var dog ikke interesserede i flyet. Lederen af Sovjetunionens strategiske luftvåben, og senere næstkommanderende i luftvåbnet, beskrev, at han var irriteret over Tupolevs henvendelser om flyet, som efter hans opfattelse "ikke levede op til sine mål, var upålideligt, brugte for meget brændstof og i øvrigt var svært at flyve".(p. 156) 

## Udstillede fly
Ved programmets ophør blev flere af de fremstillede fly doneret til flymuseer.
Pr. juni 2010 var to Tu-144'ere (СССР-77114 and СССР-77115) placeret ved Gromov flyinstituttet i Sjukovskij i Moskva oblast.
En Tu-144S (СССР-77106) er udstillet på flymuseet i Monino. Flyet var det første, der blev leveret til Aeroflot.
Tu-144 med halenummer СССР-77107 er udstillet i Kasan. Flyet blev bygget i 1975 til passagertrafik, men blev kun anvedt til testflyvninger. Flyet blev sat til salg på eBay i 2017.
En Tu-144S med halenummer СССР-77108 er udstillet på flymuseet i Samara. Flyet fløj fra december 1975 til den 27. august 1987.
En Tu-144S med halenummer СССР-77110 er udstillet på flymuseet i Uljanovsk. Flyet fløj fra den 14. februar 1977 til den 1. juni 1984 og var det andet fly, der blev indsat på ruten Moskva - Alma-Ata- Flyet deltog i 1977 i Paris Air Show ved Le Bourget-lufthavnen. Det var sidste gang en Tu-1½44 fløj i Vesteuropa. Flyet var den sidste Tu-144S med Kuznetsov NK-144A motorer.
Den eneste Tu-144, der er udstillet udenfor den tidligere Sovjetunionen, er flyet med halenummer СССР-77112, der blev købt af Auto & Technikmuseum Sinsheim i Tyskland. Flyet blev sendt – ikke fløjet – til Tyskland i 2001, hvor det nu er udstillet i sin oprindelige Aeroflot bemaling ved siden af en Concorde.
- Tu-144S, halenummer 77106 i museet i Monino
- Tu-144 nr. 77114 i Sjukovskij
- Tu-144D, nr. 77112 udstillet ved Technik Museum Sinsheim i Tyskland
- Tu-144D, nr. 77112 udstillet ved Technik Museum Sinsheim i Tyskland

## Ulykker

### Styrtet ved Paris Air Show i 1973
Tu-144S blev udstillet og demonstreret ved en højprofileret begivenhed ved Paris Air Show i 1973, hvor også en prototype af Concorde deltog. Begge fly var under udvikling under stor mediebevågenhed og demonstrationen af både Concorde og Tu-144 tiltrak et stort publikum til Paris Air Show, der blev overværet af omkring 250.000 tilskuere på showets sidste dag, den 3. juni 1973, hvor de to fly skulle demonstreres. Tupolev sendte den første produktionsmodel, nr 77102.
Concorde blev demonstreret først. Flyet fløj en demonstrationstur den 2. juni 1973, hvor flyet fløj langs publikum med høj hastighed for dernæst at stige hurtigt og herefter fortsætte flyvningen i stabil højde. Efter Concordes demonstration, der af nogle kommentatorer blev betegnet som "kedelig", skulle Tu-144 demonstreres. Piloten på Tu-144 skulle angiveligt have udtalt, at publikum bare skulle vente at se, hvad hans fly kunne præstere, og der er blevet spekuleret i, at piloten var indstillet på at overgå Concordes opvisning. Andre kilder angiver, at der blev givet direkte instruks om, at piloten skulle overgå Concordens opvisning.
Under Tu-144's demonstrationsflyvning foretog flyet en manøvre, der så ud til at være på vej til en landing med landingsstellet ude og canardvingerne foldet ud, hvorefter flyet med alle fire motorer på fuld kraft foretog en stejl stigning. Flyet gik herefter i et stall og faldt ca. 600 meter, hvorefter det krængede og gik i et stejlt dyk. I et forsøg på at trække sig ud af det efterfølgende dyk med motorerne igen ved fuld kraft, brød flyet op på grund af overbelastning af flyets skrog, og venstre vinge brækkede af, hvorefter resten af flyet brød sammen og styrtede ned.:228 
 Vragresterne faldt ned ved en nærliggende by, hvor 15 huse blev ødelagt og 8 personer, herunder tre børn, blev dræbt. Yderligere 60 personer fik alvorlige kvæstelser. Alle seks ombordværende på flyet omkom.
Ulykken var et alvorligt tilbageslag for Tu-144-programmet og kølnede Aeroflots interesse for flyet.

### Flystyrt i Jegorjevsk
Den 23. maj 1978 blev der foretaget en testflyvning af en Tu-144 kort inden levering til Aeroflot. Mens flyet var i en højde på 3.000 m udbrød brand i flyets APU, der var monteret i flyets vinge. Flyet vendte om mod landingsbanen, og motor nr. 3 og 4 i højre vinge blev standset. Flyet tabte højde og ilden bredte sig i flyet med røgudvikling i cockpittet. Motor nr. 1 satte ud. Det lykkede besætningen at foretage en mavelanding på en mark når Jegorjevsk. Da flyet ramte jorden kollapsede næsen under flyet og brød ind i den afdeling, hvor de to ombordværende flymaskinister befandt sig; begge omkom.
Det blev senere fastslået, at der 27 minutter inden branden opstod skete et brud på et brændstofrør, hvorefter otte ton brændstof strømmede ind i vingens forskellige dele. Måleinstrumenterne blev fejllæst/misforstået af flymaskinisterne og blev ikke rapporteret til kaptajnen. Udover de to omkomne flymaskinister blev de øvrige seks ombordværende kvæstet ved nødlandingen. Aeroflot indstillede kort efter passagerflyvninger med Tu-144. Det er dog senere i en udsendelse på CNN hævdet, at flyet allerede ved styrtet var ved at blive trækket ud af passagertjneste. 

### Kompressordefekt og andre hændelser
Den 31. august 1980 indtraf en hændelse, hvor en Tu-144D (77113) under supersonisk flyvning fik defekt i en kompressor, hvorefter flyet skrog og systermer led skade. Det lykkedes besætningen af gennemføre en nødlanding på militærbasen Engels-2.(p. 60) 
Den 12. november 1981 blev en Tu-144D's RD-36-51 motor ødelagt under test, hvilket førte til en midlertidig suspension af alle flyvninger med Tu-144D. Det var det sidste strå, og første til, at den sovjetiske regering opgav Tu-144 programmet.(p. 91) 

## Specifikationer (Tu-144D)
Specifikationer for Tu-144D.
Generelt
- Kapacitet: 150 passagerer (11 første klasse og 139 turistklasse)
- Længede: 65,7 m
- Vingespan: 28,8 m
- Højde: 12,55 m
- Vingeareal: 506,35 m2
- Vægt (tom): 99.200 kg
- Maksimal vægt ved start: 207.000 kg
- Bændstof capacitet: 93.000 kg
- Antal motorer: 4 Kolesov RD-36-51 turbojets med hver 240 kN

Ydeevne
- Max hastighed: 2.500 km/t (Mach 2,15)
- Cruise hastighed: 2.125 km/t (Mach 2)
- Tophøjde: 20.000 m
- Stigeevne: 50 m/s